# Harald Siegmund
Harald Siegmund (n. 19 martie 1930, Brașov, România – d. 22 noiembrie 2012, München, Germania), a fost un pastor evanghelic și scriitor de limba germană, originar din România.
Harald Siegmund a studiat teologia protestantă la Cluj și a fost ordinat (hirotonit) în 1956 la Sibiu. 
Cu ocazia procesului penal terminat în septembrie 1959 la Brașov (atunci Orașul Stalin), intentat unui grup de cinci scriitori (Harald Siegmund și prietenii săi Andreas Birkner, Wolf von Aichelburg, Georg Scherg și Hans Bergel), proces cunoscut și ca procesul scriitorilor germani, aceștia au fost condamnați la 95 de ani de muncă forțată, confiscarea averilor și anularea drepturilor civile.  Harald Siegmund a fost eliberat după patru ani, prin decret. 
În timpul unei relative „liberalizări” („dezgheț”) din anii 1960, în prima etapă, în 1962, au fost eliberați din detenție Harald Siegmund și Georg Scherg. Apoi, în urma decretului 411/1964, când au fost eliberați circa 100.000 de deținuți politici, au fost eliberați și Andreas Birkner, Hans Bergel și Wolf von Aichelburg, fără niciun fel de explicații.
În perioada detenției politice, Harald Siegmund a fost întemnițat în aceeași celulă cu monahul și scriitorul Nicolae Steinhardt.

În 1968, cei cinci condamnați, între care și Harald Siegmund, au fost reabilitați și declarați condamnați pe nedrept. 
Din 1968 până la data rămânerii în R. F. Germania, 1972, Siegmund a fost secretar literar la Teatrul German de Stat din Timișoara. 
După pensionarea în 1990, de la biserica Sf. Luca din München, Harald Siegmund s-a dedicat scrisului, ca scriitor liber profesionist.
În 1996, Harald Siegmund, împreună cu Hans Linder (23. 06. 1930-31. 10. 2004), fost director al Teatrului German de Stat din Timișoara, care după o vizită în R.F. Germania, în 1983, a refuzat să se mai întoarcă în țară, și Erhard Linder, a înființat editura Säulenverlag în orașul Fürth.